# Wiz Khalifa
Wiz Khalifa, właśc. Cameron Jibril Thomaz (ur. 8 września 1987 w Minot w Dakocie Północnej) – amerykański raper, piosenkarz i autor.

## Życiorys

### Wczesne lata
Khalifa urodził się 8 września 1987 w mieście Minot w stanie Dakota Północna. Jego rodzice byli wojskowymi, rozwiedli się, gdy Wiz miał około trzy lata. Przez to, że jego rodzice pracowali w wojsku, nie miał on stałego miejsca pobytu, mieszkał m.in. w Niemczech czy Japonii. Uczęszczał do szkoły Taylor Allderdice High School w mieście Pittsburgh w stanie Pensylwania.

### Kariera
Wiz wydał swój pierwszy mixtape, Prince of the City: Welcome to Pistolvania w roku 2005. Doprowadziło to do tego, że rok później Thomaz wydał swój pierwszy longplayowy album pt. Show and Prove.
W 2007 roku dołączył do wytwórni Warner Bros. Records i wydał dwa mixtape’y: Grow Season i Prince of the City 2 przez Rostrum Records. Singel „Say Yeah” wydany przez Warner Bros. zadebiutował na 25. miejscu notowania Rhythmic Airplay Chart, jednak nie znalazł się na żadnym albumie. We wrześniu 2008, Wiz wydał swój kolejny mixtape pt. Star Power.
W lipcu 2009 Khalifa rozstał się z wytwórnią Warner Bros. po licznych opóźnieniach związanych z premierą nowego albumu. Kilka miesięcy później, w listopadzie wydał drugi solowy album zatytułowany Deal or No Deal. W kwietniu 2010 ukazał się darmowy mixtape Kush & Orange Juice. Trzecia płyta Rolling Papers, została wydana 29 marca 2011 roku nakładem wytwórni Atlantic Records. Singel „Black and Yellow” stał się wielkim przebojem i został zatwierdzony jako potrójna platyna. Album został zatwierdzony jako złoto. W połowie 2011 roku rozpoczął prace nad kolejnym albumem pt. O.N.I.F.C. Gościnnie pojawił się w singlowej piosence Maroon 5 „Payphone”. Również w 2011 roku założył wytwórnie muzyczną Taylor Gang, do której m.in. należą: Ty Dolla Sign, Juicy J, Berner, oraz Chevy Woods.
6 kwietnia 2015 został opublikowany teledysk do utworu rapera zatytułowany „See You Again” z gościnnym udziałem piosenkarza Charliego Putha. Piosenka pochodząca ze ścieżki dźwiękowej do filmu fabularnego Szybcy i wściekli 7 Jamesa Wana odniosła znaczny sukces komercyjny. Latem 2016 roku wideoklip odnotował ponad 2 mld, a rok później ponad 3 mld odsłon na łamach serwisu YouTube. W 2021 stał się czwartym teledyskiem, który przekroczył 5 mld wyświetleń.

### Życie prywatne
Ożenił się z modelką Amber Rose, jednak w 2014 para rozstała się. Khalifa ma z nią syna Sebastiana Taylora Thomaza (ur. 21 lutego 2014). W 2018 media doniosły o związku rapera z modelką Winnie Harlow.